# Габелия, Сергей Михайлович
Сергей Михайлович Габелия (23 января 1939, Гуп, Очамчирский район, Абхазская АССР — 20 июня 1997, Сухум, Абхазия) — абхазский художник, председатель Союза художников Абхазской АССР и Республики Абхазия (1975—1997), народный художник Абхазской АССР (1971), экс-директор Сухумского художественного училища (1966—1975).

## Биография
Родился 23 января 1939 года в селе Гуп, Очамчирского района Абхазской АССР.
После окончания средней школы, обучался в Сухумской художественной студии у Н. О. Табукашвили. В 1958 году поступил на третий курс Тбилисского художественного училища, по окончании которого написал дипломную работу «Рыбаки» (1959 г., холст, масло).
С 1960 по 1966 годы обучался на факультете живописи Тбилисской государственной академии художеств (мастерская У. Джапаридзе), написав дипломную работу «Махаджиры» (1966 г., холст, масло). К теме махаджирства художник возвращался и позднее — картина «Махаджирство» (1974 г., холст, масло).
В 1966 году женился на Маро Габуния, написав ряд её портретов («Портрет Маро», бумага, гуашь). В том же году возвратился в Сухуми, где был принят в члены Союза художников Абхазии.
С 1966 года стал первым директором Сухумского художественного училища им. А. К. Чачба, одновременно работая как преподаватель живописи.
22 апреля 1971 года указом Президиума Верховного Совета Абхазской АССР награждён званием народного художника.
В период военных действий 1992—1993 годов стал инициатором создания творческого художественного союза «Ажвейпшьаа».
Является автором многочисленный портретов — «Пимба Трапш», «Кастей Арстаа»; пейзажей — «Ажара», «Гора Гуп», «Ауадхара» и другие. Произведения мастера находятся в ГНКГ РА, в НКГГ, в худфонде России, в частных коллекциях России и зарубежных стран.

## Отзывы
«Сергею был дан талант художника. Он — реалист, у него прекрасный колорит. Но у него было мало времени, чтобы свободно работать. Союз отнимал много сил. При всем этом он создал немало работ. Обращают на себя внимание его портретные рисунки, многие из них стали классическими образцами. Как человек он был теплый, внимательный, выдержанный, с ним всегда было интересно путешествовать. Он старался как можно больше писать об Абхазии, он посвятил много полотен махаджирам, у него прекрасные пейзажи. Он не фокусничал, а писал с натуры и по-своему воспевал то, что увидел».— Хута Авидзба

«Я восхищаюсь картинами Сергея с большими многофигурными композициями, их писать не так легко. Он великолепно владел секретом композиции. Его работы не вымученные, не выжатые, они написаны с любовью. Я отмечу ещё одну отличительную деталь. Я не раз наблюдала, как он писал. В конце работы он брал чистую чёрную краску и использовал для контуров и пятен. Он наносил как бы последний штрих, привнося оживление и законченность своему художественному замыслу».— Зоя Джинджолия

## Семья
- Мать — Венера Матуа, мастер по текстилю.
- Жена — Маро Габуния
  - Сын — Лаша
  - Сын — Батал
  - Дочь — Гунда
  - Дочь — Саида